# Commode

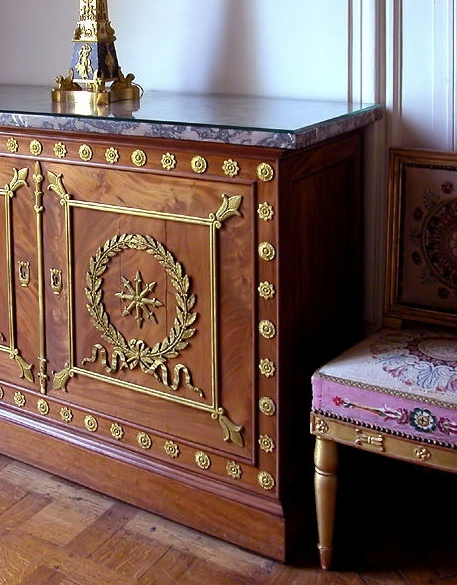
Commode ad ante

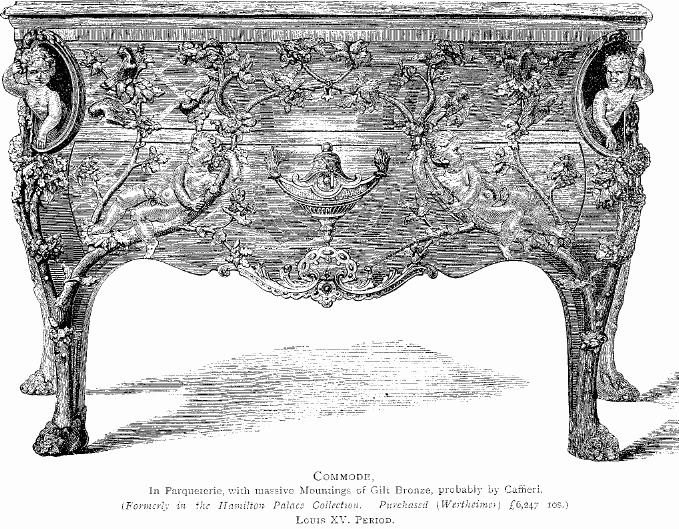
Un modello di commode detto galbée

Una commode è un mobile generalmente in legno, di altezza contenuta - quasi una sorta di basso armadio - e a larghi cassetti oppure ad ante progettato per contenere abitualmente della lingerie o della biancheria per la casa o anche oggetti di natura diversa. Si caratterizza talvolta per la struttura tozza e per le gambe in stile rococò.
Parola di origine francese per "comoda, agevole" probabilmente mutuata dal termine di lingua latina commodus, per contrazione, in Italia, viene anche chiamata comò. Nella versione ridotta utilizzata spesso a fianco del letto viene detta comodino. In alcune regioni, specialmente in Toscana, viene chiamata cassettone. Può essere anche chiamato canterano.

## Storia
La commode ha fatto la sua comparsa in Francia tra i mobili di arredamento alla fine del XVII secolo. Porta il nome attuale a partire dal 1708 ed è stata, nella sua forma più classica, uno fra i mobili maggiormente fabbricati. Il piano di superficie è spesso coperto da marmo e il mobile, accostato alla parete, veniva sormontato da un grande specchio con cornice.
Se di dimensioni contenute, e tali di non impedire il passaggio, veniva posta talvolta in corridoi di congiunzione fra diverse camere. In questo caso il mobile veniva chiamato demi commode. In questa forma ebbe particolare successo al tempo di Luigi XVI di Francia.

## Stili
- Stile Luigi XV, è la versione più diffusa, a due cassetti
- Stile Luigi XVI, alta e stretta, poggia su gambe dette "alla greca"
- Stile Regina Anna (secolo XVIII)
- Stile vittoriano

## Commode Chippendale
Celebri sono le commode che furono disegnate nel XVIII secolo dall'ebanista e designer inglese Thomas Chippendale, particolarmente quella detta di Diana e Minerva, realizzata nel 1773 per Harewood House, nello West Yorkshire, che si distingue per la particolare sobrietà neoclassica delle linee ruotanti intorno ad un originale stipo concavo centrale affiancato da ante laterali riproducenti, in due tondi, le figure mitologiche di Diana e Minerva.
Altre commode celebri sono quelle realizzate da Gilles Joubert e da Roger Vandercruse Lacroix, nel 1769, per Madame Victoire al castello di Compiègne, e dallo stesso Joubert per Madame Adelaide a Versailles (1769), conservata al Getty Museum di Los Angeles. Di rilievo anche la commode - particolarmente ricca e monumentale - ideata da Jean-Henri Riesener, per la camera da letto reale a Versailles (1775) e custodita al museo Condé di Chantilly.

## Galleria d'immagini

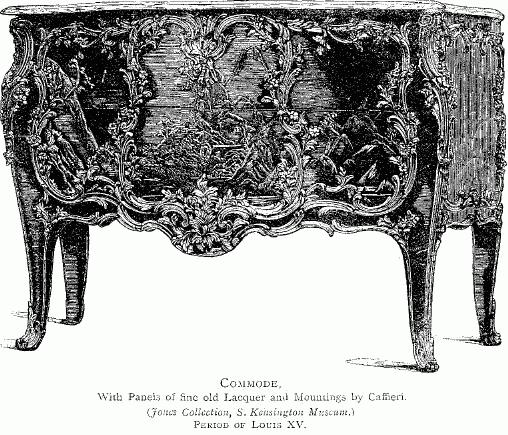
Disegno di una commode stile Luigi XV
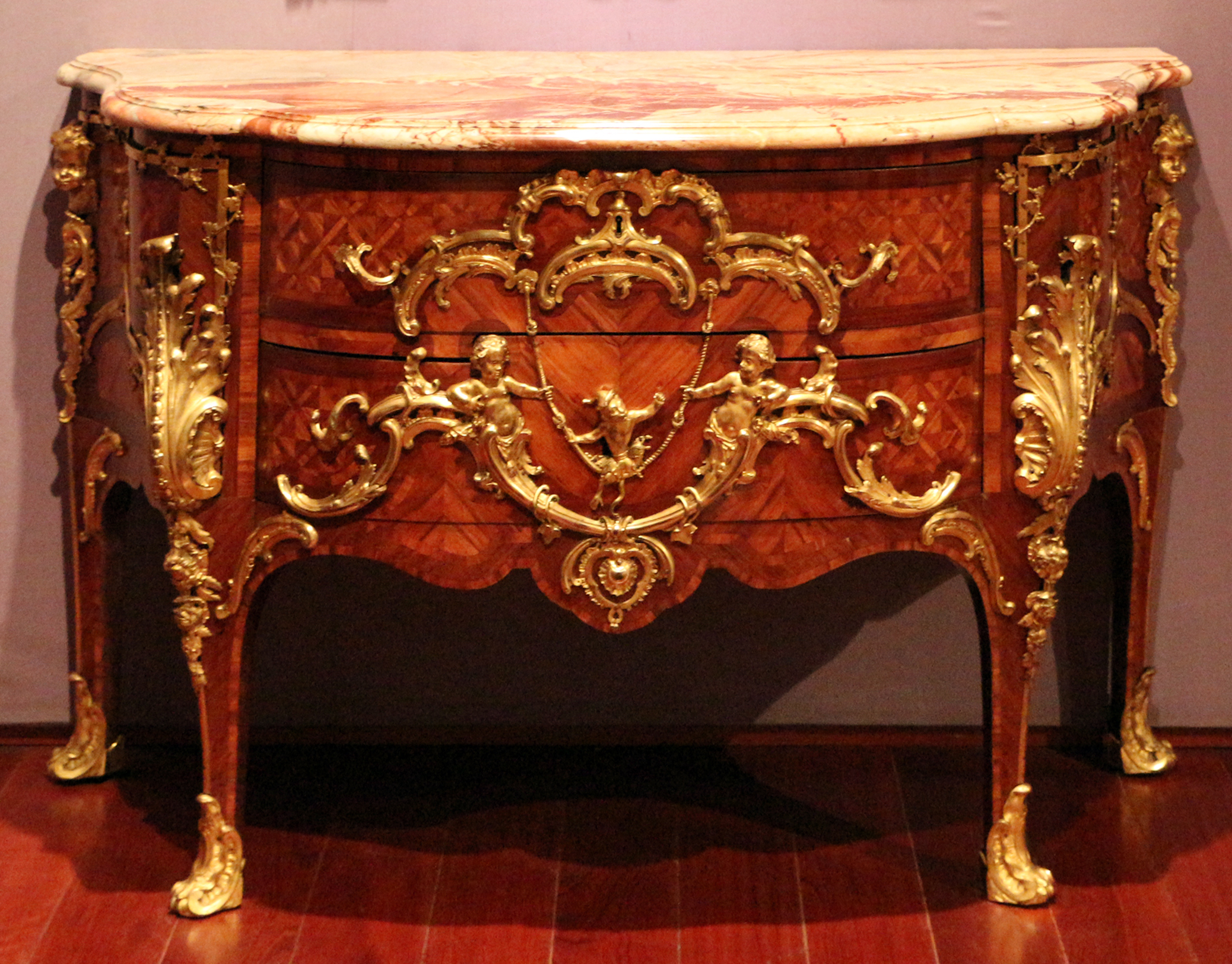
Charles Cressent, commode, Parigi 1745-1749 circa
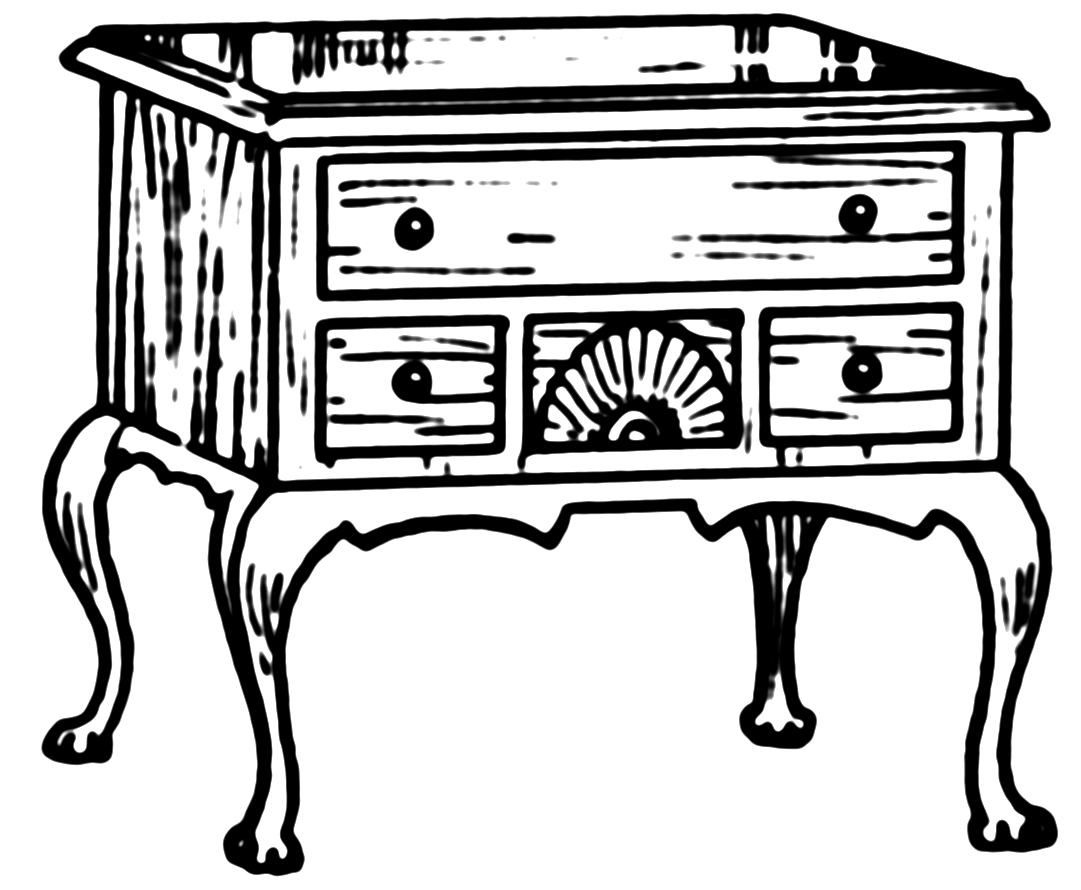
Disegno di una piccola commode
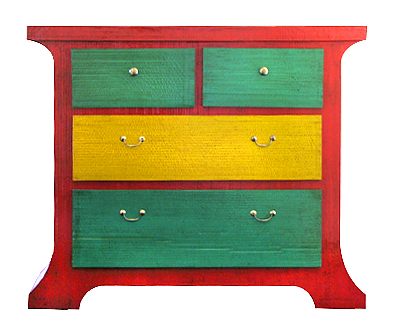
Commode colorata